# Jayson Tatum
Pour les articles homonymes, voir Tatum.
Jayson Christopher Tatum, né le 3 mars 1998 à Saint-Louis (Missouri), est un joueur américain de basket-ball évoluant au poste d'ailier voire d'ailier fort, dans l'équipe des Celtics de Boston, au sein de la National Basketball Association (NBA).
Après une saison passée au sein de l'université Duke sous le maillot des Blue Devils, il est sélectionné en troisième position par les Celtics de Boston lors de la draft 2017 de la NBA. Il remporte le titre NBA en 2024.

## Jeunesse
Jayson Christopher Tatum naît le 3 mars 1998 à Saint-Louis, dans le Missouri. Lorsqu'elle le met au monde, sa mère, Brandy Cole, a 18 ans et s'est séparé du père, Justin Tatum, joueur de basket-ball de l'université de Saint-Louis. Motivée par la naissance de son fils, elle poursuit ses études à l'université de Saint-Louis et travaille à côté pour payer ses études, emballant des papiers cadeaux dans un premier temps puis est promue à la direction où elle renouvelle des contrats.
Tatum rejoint Creve Coeur dans le Missouri. Dès ses débuts dans l'une des meilleures équipes d'une école secondaire du pays, Tatum montre son talent en réussissant un triple-double contre l'équipe du Christian Brothers College (CBC). Après avoir refusé de rejoindre l'équipe du CBC, entraînée par son père, Tatum devient l'écolier le mieux classé par ESPN à la suite de la blessure d'Harry Giles au genou. Dans sa dernière année à l'école secondaire de Chaminade, en 2016, il remporte le championnat de l'État pour la première fois en inscrivant 40 points en finale,. Tatum termine la saison avec 29,5 points et 9,1 rebonds de moyenne par rencontre, et est désigné athlète d'école secondaire de l'année.
En juillet 2016, l'ailier annonce son choix de rejoindre les Blue Devils de Duke de l'université Duke entraînés par Mike Krzyzewski. Il déclare qu'il a la meilleure relation avec les entraîneurs de Duke qui sont venus voir presque tous ses matchs, et qu'il privilégie donc Duke aux autres prétendants que sont les Wildcats du Kentucky, les Tar Heels de la Caroline du Nord ou encore l'université locale de Saint-Louis.

## Carrière universitaire

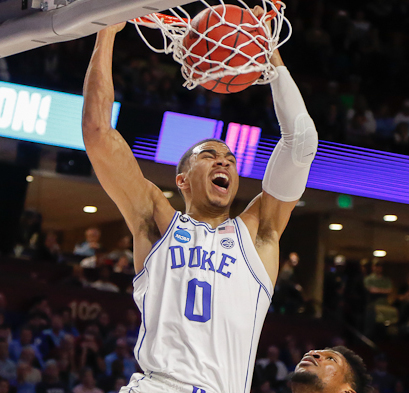
Jayson Tatum en mars 2017.

En 2016, Jayson Tatum intègre l'équipe universitaire des Blue Devils de l'université Duke, à Durham, en Caroline du Nord. Fin octobre, il se blesse avant le début de la saison lors d'une ouverture de recrutement où sont présents plus de 50 recruteurs de la National Basketball Association. La blessure se révèle n'être qu'une entorse du pied, mais l'oblige à manquer les huit premières rencontres de la saison. Pour ses débuts universitaires, il marque 10 points contre les Black Bears du Maine.
Dans une victoire 84 à 74 contre les Fighting Irish de Notre-Dame en janvier, Tatum réalise son premier double-double en marquant 19 points et en accumulant 14 rebonds. Il accepte alors son rôle de troisième arme offensive derrière Luke Kennard et Grayson Allen. Tête de série numéro 5 du tournoi de l’ACC, Duke bat les Tigers de Clemson au second tour et les Cardinals de Louisville en quart de finale. Le 10 mars, Tatum inscrit 24 points dans une victoire contre son rival, les Tar Heels de la Caroline du Nord en demi-finale. Le 11 mars, Tatum cumule 19 points et 8 rebonds dans une victoire, 75-69, contre Notre-Dame, remportant le tournoi de l'Atlantic Coast Conference.
À l'issue de sa première saison universitaire qui se solde par une élimination au deuxième tour de la March Madness, il joue sur la saison 29 matchs et obtient des moyennes de 16,8 points, 7,3 rebonds, 2,1 passes décisives et 1,3 interception par match. Il décide alors de se présenter à la draft 2017 de la NBA.

## Carrière professionnelle

### Sélection
Jayson Tatum est considéré comme l'un des cinq meilleurs joueurs de sa génération. Derrière Markelle Fultz, unanime premier choix, son profil intrigue de nombreuses franchises.
Le 19 juin 2017, les Celtics de Boston, possesseurs du premier choix de la draft 2017 de la NBA échangent leur choix aux 76ers de Philadelphie contre le troisième choix et un futur choix de 1er tour de draft,. Les spéculations de la sélection des Celtics tournent alors autour de Jayson Tatum et Josh Jackson. Alors que Tatum réalise un entraînement privé avec les Celtics quelques jours avant la sélection, Jackson refuse de venir effectuer un "work-out" pour l'équipe de Boston.
Il est sélectionné par les Celtics de Boston en 3e position. Pour la quatrième année consécutive, un joueur de Duke est sélectionné dans les trois premiers choix de la draft après Jabari Parker, Jahlil Okafor et Brandon Ingram.

### Celtics de Boston

#### Saison 2017-2018: saison rookie
Le 1er juillet 2017, Jayson Tatum signe son contrat de débutant (rookie) de quatre saisons avec les Celtics de Boston. Il est présent dans l'effectif des Celtics pour la NBA Summer League 2017 à Utah début juillet. Dans un duel attendu contre Markelle Fultz, Tatum s'impose en marquant un panier décisif en toute fin de rencontre. Durant ce premier événement, il enregistre 18,7 points, 9,7 rebonds, 2,3 interceptions, et 2,0 passes décisives en 33 minutes de jeu. Plus tard, à Las Vegas, Tatum obtient des moyennes similaires avec 17,7 points, 8,0 rebonds, 1.0 passe décisive et 0,8 contre sur les trois matchs qu'il a joué.
Jayson Tatum commence la saison en tant que titulaire aux Celtics et profite de l'absence de Gordon Hayward sur blessure pour jouir d'un temps de jeu très important. Il enregistre un double-double avec 14 points et 10 rebonds pour son premier match contre les Cavaliers de Cleveland. Il participe activement au très bon début de saison des Celtics qui pointent en tête de la NBA en novembre. Il est même distingué en décembre comme rookie du mois de la Conférence Est. Les Celtics terminent la saison avec un bilan de 55-27, entrant dans les playoffs comme deuxièmes de la conférence Est. Dans le premier match de la série du premier tour contre les Bucks de Milwaukee, Tatum enregistre un double-double avec 19 points et 10 rebonds.
Dans le premier match du second tour contre les 76ers de Philadelphie, Tatum inscrit 28 points et devient le premier rookie des Celtics à marquer 25 points ou plus dans un match de playoffs, depuis Larry Bird en 1980, également contre les 76ers. Après avoir marqué 21 points dans le deuxième match, il devient le plus jeune joueur à inscrire au moins 20 points en quatre matchs consécutifs en playoffs à l’âge de 20 ans et 61 jours, dépassant Kobe Bryant qui a accompli cet exploit pendant les playoffs en 1999 à l’âge de 20 ans et 272 jours. Après avoir mené les Celtics avec 24 points dans le troisième match à Philadelphie, il devient le premier rookie des Celtics à marquer 20 points sur cinq matchs consécutifs en playoffs. Bird détenait le record précédent avec quatre matchs. À la fin des playoffs, il se joint à Kareem Abdul-Jabbar comme les seuls rookies de l’histoire à enregistrer 10 matchs à au moins 20 points ou plus au cours de leurs premiers playoffs. De plus, LeBron James loue le travail de Tatum, déclarant qu’il est construit pour la célébrité.

#### Saison 2018-2019
Après une première saison réussie dans la ligue, les attentes sont importantes autour de sa deuxième année sous le maillot des Celtics. L'ailier travaille avec Kobe Bryant, son joueur préféré, et Drew Hanlen pendant l'été. Tatum ne montre pas de progrès important et déçoit, à l'image d'une équipe des Celtics. Après la saison NBA, il fait partie de l'effectif américain à la Coupe du monde. Après des débuts prometteurs, Tatum se blesse à la cheville gauche dans la rencontre de groupe contre la Turquie et manque la suite de la compétition. Il signe cette année là un contrat avec l'équipementier Jordan Brand,.

#### Saison 2019-2020: statut deAll-Star

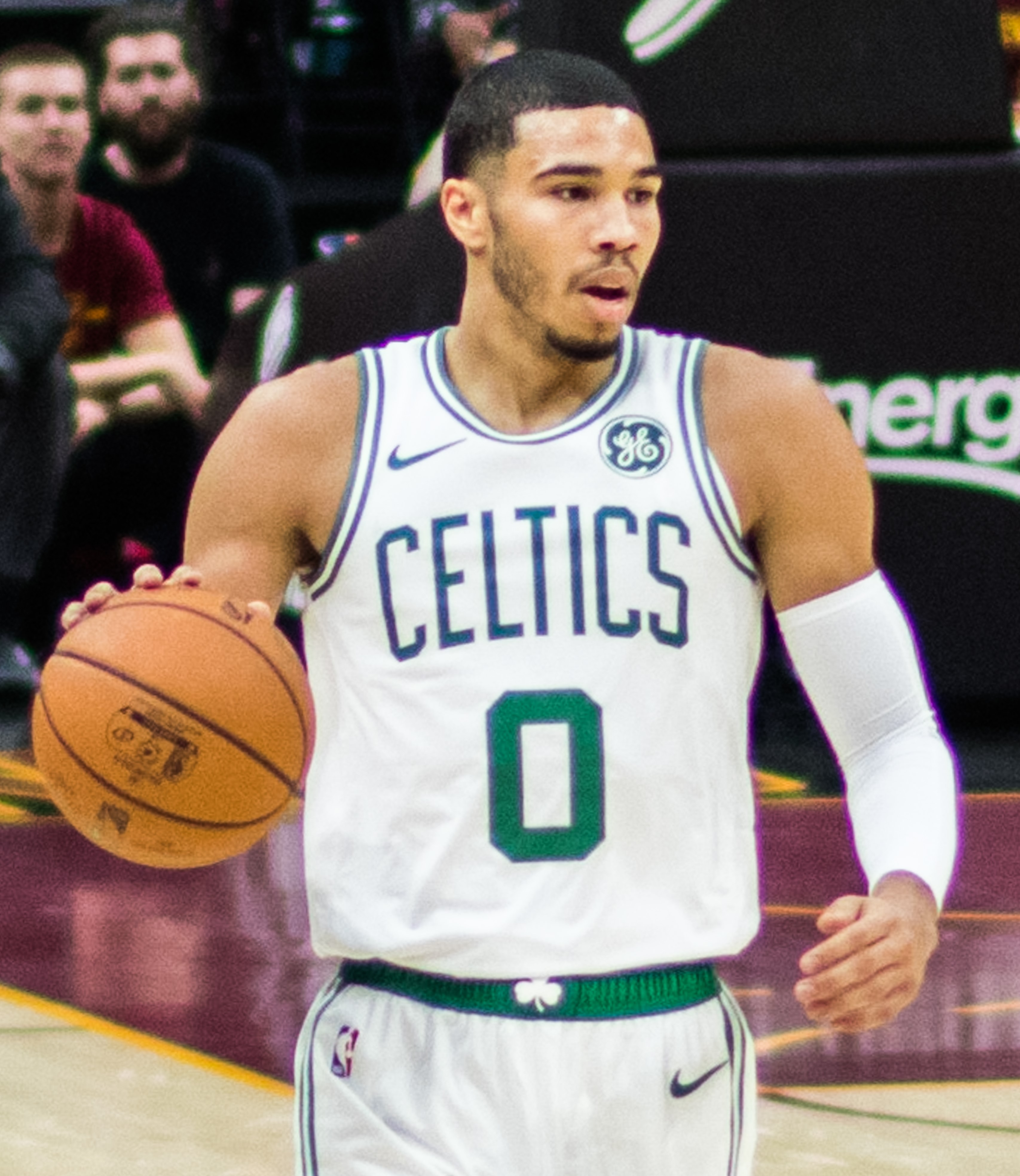
Jayson Tatum en septembre 2020.

Lors de la saison 2019-2020, il atteint un très bon niveau et devient le joueur phare des Celtics. Le 22 décembre 2019, Tatum marque 39 points, son record en carrière, avec 12 rebonds, dans une victoire contre les Hornets de Charlotte. Il bat son record avec 41 points contre les Pelicans de La Nouvelle-Orléans le 11 janvier 2020. Le 30 janvier, Tatum est nommé au NBA All-Star Game pour la première fois de sa carrière. En février, il est notamment désigné joueur du mois de la conférence Est. Le 23 février, il égale son record en carrière de 41 points contre les Lakers de Los Angeles. Après l'interruption de la saison à cause de la pandémie de Covid-19 et la reprise dans la bulle de Disney World d’Orlando, en Floride, il mène son équipe lors des playoffs. À l'issue de la saison régulière, il est nommé dans la All-NBA Third Team. Les Celtics éliminent les 76ers de Philadelphie puis les Raptors de Toronto. Lors de la finale de conférence, dans le premier match de la série contre le Heat de Miami, son équipe est menée de 2 points à quelques secondes de la fin, Tatum part au dunk sur Bam Adebayo qui réalise un contre salvateur, empêchant les Celtics de remporter le match. Boston s'incline alors sur le score de 4-2 dans la série.

#### Saison 2020-2021:All-Starconfirmé
Le 22 novembre 2020, il signe une extension de contrat pour cinq ans et 195 millions de dollars. Jayson Tatum réussit un gros début de saison et est nommé meilleur joueur de la semaine, début janvier. Malheureusement pour lui, il est touché par le Covid-19 et met quelques semaines avant de revenir au niveau.
Jayson Tatum revient en forme pour la fin de la régulière et obtient deux autres récompenses de meilleur joueur de la semaine. Le 30 avril 2021, il inscrit 60 points contre les Spurs de San Antonio et égale le record de franchise détenu par Larry Bird.

#### Saison 2021-2022: première finale NBA
En playoffs contre les Nets, Jayson Tatum réalise une performance incroyable lors du match 3 où il inscrit 50 points et les Celtics battent les Nets 4-0. Ils passent le deuxième tour des playoffs en s'imposant en 7 matchs contre les Bucks de Milwaukee. Par la suite les Celtics s'imposent encore une fois en 7 matchs contre le Heat de Miami en finale de conférence. Jayson Tatum reçoit le trophée de meilleur joueur des finales de conférence à l'Est. Les Celtics s'inclinent en 6 matchs en finale contre les Warriors de Golden State, Jayson Tatum affichant des statistiques de 21,5 points, 7,0 passes décisives et 6,8 rebonds.

#### Saison 2022-2023: MVP du All-Star Game
Tatum réalise la meilleure saison de sa carrière avec 30,1 points, 8,8 rebonds et 4,6 passes décisives par match en moyenne. Il devient le premier joueur de l'histoire des Celtics de Boston à finir la saison avec plus de 30 points de moyenne. Il figure parmi le top 3 pour la course au MVP mais quitte ce classement vers la mi-saison. Il est nommé All-Star pour la 5e fois de sa carrière et remporte le titre de MVP du NBA All-Star Game 2023 avec 55 points, établissant un nouveau record. C'est aussi cette saison-là que sort sa première paire de chaussures à son nom chez Jordan Brand : la Jordan Tatum 1. Lors du premier tour des playoffs contre les Hawks, Tatum et le reste de l'équipe des Celtics ne jouent pas à leurs meilleurs niveaux. Les Celtics s'imposent en 6 matches et Tatum marque en moyenne 27,2 points, prend 10 rebonds et fait 5,3 passes décisives. Lors du deuxième tour contre les 76ers de Philadelphie, Tatum enchaîne les mauvaises performances avec parfois 0 point marqué dans la première mi-temps et un match à 7 points. Néanmoins dans le game 7, il réalise une énorme performance avec 51 points inscrits, il signe là son record de points en playoffs et devient le joueur ayant inscrit le plus de points dans un game 7. Cette performance de Tatum permet aux Celtics de se hisser une nouvelle fois en finale de conférence pour affronter de nouveau le Heat de Miami. Les Celtics sont toutefois battus 4-3 par le Heat.

#### Saison 2023-2024 : champion NBA
Le 4 novembre 2023, Tatum a inscrit 32 points et 11 rebonds lors d'une victoire de 124 à 114 contre les Brooklyn Nets et est devenu le plus jeune joueur de l'histoire des Celtics à atteindre 10 000 points en carrière à 25 ans et 246 jours. Le 20 novembre, Tatum a marqué un record de 45 points, ainsi que 13 rebonds et 6 passes décisives dans une défaite de 121 à 118 en prolongation contre les Charlotte Hornets. Le 25 janvier 2024, Tatum a été nommé titulaire de la Conférence Est pour le match des étoiles de la NBA 2024, marquant sa cinquième sélection consécutive et sa deuxième sélection consécutive en tant que titulaire.
Le 13 février 2024, Tatum a inscrit 41 points, dont 31 en première mi-temps et égalant un sommet en carrière pour les points marqués en première mi-temps, 14 rebonds, cinq passes décisives et cinq paniers à trois points marqués lors d'une victoire 118-110 contre les Brooklyn Nets. Il a également rejoint Larry Bird en tant que seul joueur de l'histoire de la franchise des Celtics à disputer au moins 25 matchs à 40 points. Le 9 mars, Tatum et Brown totalisent 56 points dans une victoire de 117 à 107 contre les Phoenix Suns ; Tatum est devenu le troisième joueur de l'histoire des Celtics à enregistrer 1 000 paniers à trois points, rejoignant Paul Pierce et son coéquipier Brown. Les Celtics ont terminé la saison régulière avec la première tête de série de la NBA et l'avantage du terrain tout au long des séries éliminatoires pour la première fois depuis 2007-2008.
Lors du premier match des séries éliminatoires du premier tour des Celtics contre le Miami Heat, Tatum a décroché son premier triple-double en séries éliminatoires en carrière avec 23 points, 10 rebonds et 10 passes décisives dans une victoire de 114 à 94. Lors du premier match de la finale de la Conférence Est contre les Indiana Pacers, Tatum a marqué un sommet en carrière en séries éliminatoires de 36 points, dont 10 en prolongation, ainsi que 12 rebonds, quatre passes décisives et trois interceptions dans une victoire de 133 à 128 en prolongation. Dans le troisième match de la série, il a égalé son sommet en carrière en séries éliminatoires de 36 points dans une victoire de retour de 114 à 111. Les Celtics ont remporté la série en quatre matchs et se sont qualifiés pour la finale NBA 2024 que les Celtics remportent 4-1 face aux Dallas Mavericks.

#### Saison 2024-2025: grave blessure au tendon d'Achille
Le 1er juillet 2024, Jayson Tatum paraphe un nouveau contrat avec les Celtics de Boston, 315 millions de dollars sur cinq ans, et décroche alors le plus gros contrat de l’histoire, en détrônant son coéquipier et compatriote Jaylen Brown,,. Il est désormais sous contrat jusqu'en 2030 et percevra 54 millions de dollars sur l'année 2026 puis 71 millions de dollars par an,,.
Le 12 mai 2025, il est victime d'une rupture du tendon d'Achille du pied droit lors d'un match contre les Knicks de New York lors du quatrième match dans la série de demi-finale de la Conférence Est des playoffs,,. Le lendemain, les Celtics de Boston annoncent que Jayson Tatum a été « opéré avec succès d'une rupture du tendon d'Achille droit. »,,.

## Palmarès

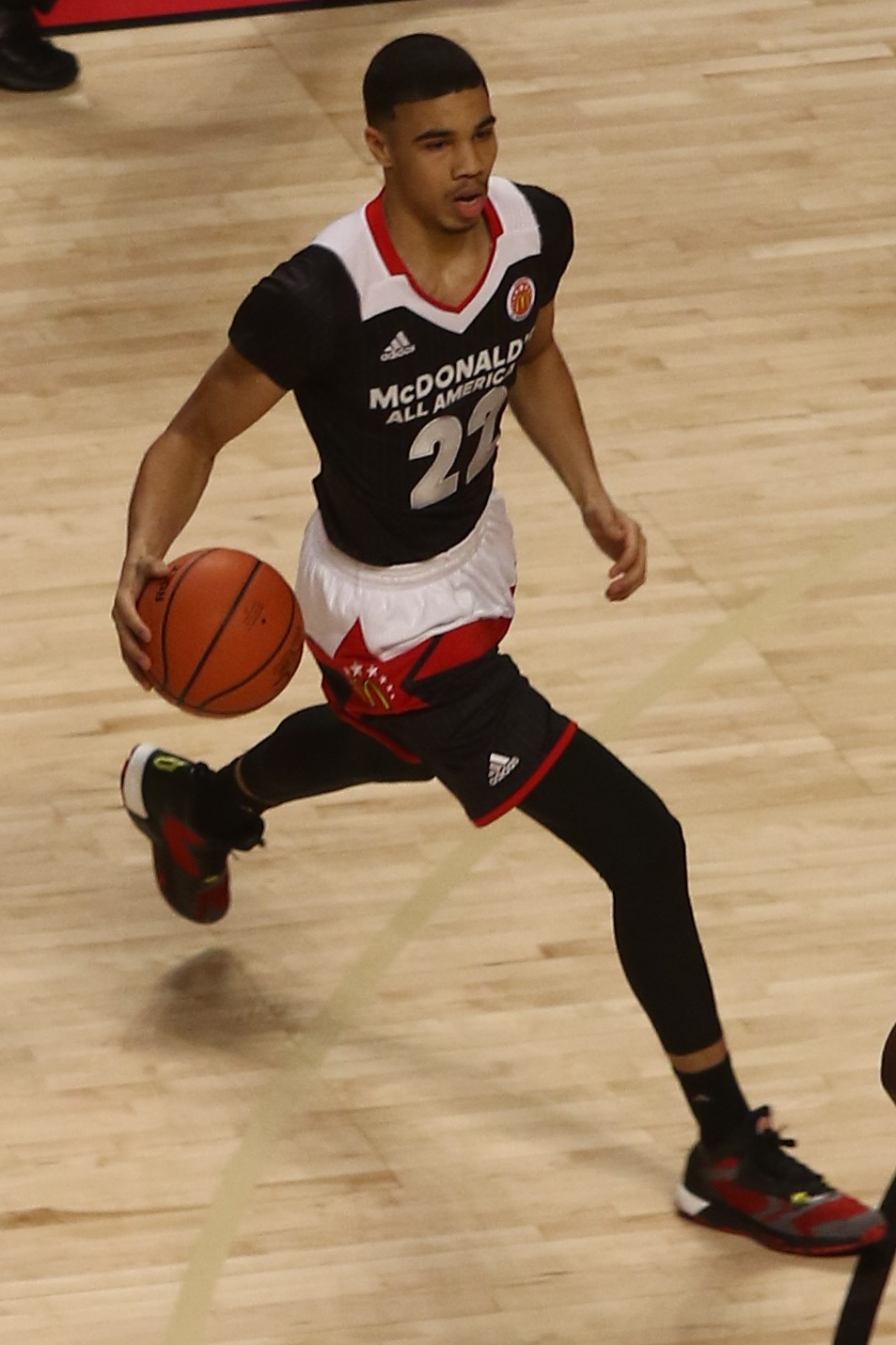
Jayson Tatum en mars 2016.

### Collectif

#### International
- Médaille d'or aux Jeux olympiques 2020 à Tokyo.
- Médaille d'or aux Jeux olympiques 2024 à Paris.
- Médaille d'or au championnat du monde 2014 des moins de 17 ans aux Émirats Arabes Unis.
- Médaille d'or au championnat du monde 2015 des moins de 19 ans en Grèce.

#### NBA
- Champion NBA en 2024 avec les Celtics de Boston.
- 2 x Champion de la Conférence Est : 2022 et 2024 avec les Celtics de Boston.
- 2 × Champion de la Division Atlantique : 2022 et 2024 avec les Celtics de Boston.

#### NCAA
- Champion de l'Atlantic Coast Conference en 2017.

### Distinctions individuelles

#### NBA
- 6 sélections au All-Star Game en 2020, 2021, 2022, 2023, 2024 et en 2025.
- MVP du All-Star Game en 2023.
- 4 fois All-NBA First Team en 2022, 2023, 2024 et 2025.
- All-NBA Third Team en 2020.
- NBA All-Rookie First Team en 2018.
- Meilleur joueur de la finale de la conférence Est en 2022.
- Vainqueur du Skills Challenge en 2019.
- Rookie du mois en décembre 2017.
- Joueur du mois en janvier 2020.
- All-NBA Summer League Second Team 2017.
- Larry Bird Trophy 2022

#### NCAA
- Second-Team All-ACC en 2017.
- ACC All-Freshman Team en 2017.

#### Lycée
- Gatorade High School Athlete of the Year en 2016.
- Gatorade High School Basketball Player of the Year en 2016.
- McDonald's All-American en 2016.

## Statistiques

### Universitaires
Les statistiques de Jayson Tatum en matchs universitaires sont les suivantes :
| Saison    | Équipe   | Matchs | Titul. | Min./m | % Tir | % 3pts | % LF | Rbds/m. | Pass/m. | Int/m. | Ctr/m. | Pts/m. |
| --------- | -------- | ------ | ------ | ------ | ----- | ------ | ---- | ------- | ------- | ------ | ------ | ------ |
| 2016-2017 | Duke     | 29     | 27     | 33,3   | 45,2  | 34,2   | 84,9 | 7,30    | 2,10    | 1,30   | 1,10   | 16,80  |
| Carrière  | Carrière | 29     | 27     | 33,3   | 45,2  | 34,2   | 84,9 | 7,30    | 2,10    | 1,30   | 1,10   | 16,80  |

### Professionnelles
Légende :
gras = ses meilleures performances
| Champion NBA |

#### Saison régulière
| Saison        | Équipe        | Matchs | Titul. | Min./m | % Tir | % 3pts | % LF | Rbds/m. | Pass/m. | Int/m. | Ctr/m. | Pts/m. |
| ------------- | ------------- | ------ | ------ | ------ | ----- | ------ | ---- | ------- | ------- | ------ | ------ | ------ |
| 2017-2018     | Boston        | 80     | 80     | 30,5   | 47,5  | 43,4   | 82,6 | 5,03    | 1,60    | 1,04   | 0,71   | 13,90  |
| 2018-2019     | Boston        | 79     | 79     | 31,1   | 45,0  | 37,3   | 85,5 | 6,04    | 2,13    | 1,06   | 0,72   | 15,73  |
| 2019-2020     | Boston        | 66     | 66     | 34,3   | 45,0  | 40,3   | 81,2 | 6,97    | 3,03    | 1,41   | 0,86   | 23,44  |
| 2020-2021     | Boston        | 64     | 64     | 35,8   | 45,9  | 38,6   | 86,8 | 7,38    | 4,31    | 1,17   | 0,48   | 26,44  |
| 2021-2022     | Boston        | 76     | 76     | 35,9   | 45,3  | 35,3   | 85,3 | 8,01    | 4,39    | 0,99   | 0,64   | 26,92  |
| 2022-2023     | Boston        | 74     | 74     | 36,9   | 46,6  | 35,0   | 85,4 | 8,77    | 4,62    | 1,05   | 0,69   | 30,07  |
| 2023-2024     | Boston        | 74     | 74     | 35,7   | 47,1  | 37,6   | 83,3 | 8,12    | 4,92    | 1,01   | 0,58   | 26,85  |
| 2024-2025     | Boston        | 72     | 72     | 36,4   | 45,2  | 34,3   | 81,4 | 8,65    | 5,99    | 1,06   | 0,53   | 26,83  |
| Carrière      | Carrière      | 585    | 585    | 34,5   | 45,9  | 37,0   | 84,0 | 7,34    | 3,83    | 1,09   | 0,66   | 23,56  |
| All-Star Game | All-Star Game | 5      | 4      | 21,5   | 59,0  | 38,6   | 50,0 | 4,40    | 4,80    | 2,00   | 0,40   | 22,00  |

Dernière mise à jour le 16 avril 2025

#### Playoffs
| Saison   | Équipe   | Matchs | Titul. | Min./m | % Tir | % 3pts | % LF | Rbds/m. | Pass/m. | Int/m. | Ctr/m. | Pts/m. |
| -------- | -------- | ------ | ------ | ------ | ----- | ------ | ---- | ------- | ------- | ------ | ------ | ------ |
| 2018     | Boston   | 19     | 19     | 35,9   | 47,1  | 32,4   | 84,5 | 4,37    | 2,74    | 1,21   | 0,53   | 18,47  |
| 2019     | Boston   | 9      | 9      | 32,8   | 43,8  | 32,3   | 74,4 | 6,67    | 1,89    | 1,11   | 0,78   | 15,22  |
| 2020     | Boston   | 17     | 17     | 40,6   | 43,4  | 37,3   | 81,3 | 10,00   | 5,00    | 1,10   | 1,18   | 25,71  |
| 2021     | Boston   | 5      | 5      | 37,0   | 42,3  | 38,9   | 91,8 | 5,80    | 4,60    | 1,20   | 1,60   | 30,60  |
| 2022     | Boston   | 24     | 24     | 41,0   | 42,6  | 39,3   | 80,0 | 6,71    | 6,17    | 1,21   | 0,88   | 25,62  |
| 2023     | Boston   | 20     | 20     | 40,0   | 45,8  | 32,3   | 87,6 | 10,50   | 5,25    | 1,05   | 1,05   | 27,15  |
| 2024     | Boston   | 19     | 19     | 40,4   | 42,7  | 28,3   | 86,1 | 9,68    | 6,26    | 1,05   | 0,68   | 25,00  |
| 2025     | Boston   | 8      | 8      | 40,2   | 42,3  | 37,2   | 88,9 | 11,50   | 5,38    | 2,13   | 0,75   | 28,13  |
| Carrière | Carrière | 121    | 121    | 39,1   | 43,9  | 34,8   | 84,1 | 8,17    | 4,89    | 1,18   | 0,88   | 24,26  |

Dernière mise à jour le 22 mai 2025

## Records sur une rencontre en NBA
Les records personnels de Jayson Tatum en NBA sont les suivants, :
| Record de la franchise |

| Type de statistique        | Saison régulière | Saison régulière            | Saison régulière | Playoffs | Playoffs                   | Playoffs         |
| Type de statistique        | Record           | Adversaire                  | Date             | Record   | Adversaire                 | Date             |
| -------------------------- | ---------------- | --------------------------- | ---------------- | -------- | -------------------------- | ---------------- |
| Points                     | 60               | Spurs de San Antonio        | 30 avril 2021    | 51       | 76ers de Philadelphie      | 14 mai 2023      |
| Paniers marqués            | 20               | Spurs de San Antonio        | 30 avril 2021    | 17       | 2 fois                     | 2 fois           |
| Paniers tentés             | 37               | Spurs de San Antonio        | 30 avril 2021    | 32       | @ Bucks de Milwaukee       | 13 mai 2022      |
| Paniers à 3 points réussis | 9                | @ Wizards de Washington     | 23 janvier 2022  | 8        | 76ers de Philadelphie      | 19 août 2020     |
| Paniers à 3 points tentés  | 15               | 2 fois                      | 2 fois           | 16       | @ Knicks de New York       | 12 mai 2025      |
| Lancers francs réussis     | 16               | @ Trail Blazers de Portland | 17 mars 2023     | 17       | Nets de Brooklyn           | 30 mai 2021      |
| Lancers francs tentés      | 19               | @ Mavericks de Dallas       | 22 janvier 2024  | 17       | Nets de Brooklyn           | 30 mai 2021      |
| Rebonds offensifs          | 6                | @ Grizzlies de Memphis      | 16 décembre 2017 | 3        | 6 fois                     | 6 fois           |
| Rebonds défensifs          | 17               | Warriors de Golden State    | 19 janvier 2023  | 13       | 2 fois                     | 2 fois           |
| Rebonds totaux             | 19               | Warriors de Golden State    | 19 janvier 2023  | 15       | @ 76ers de Philadelphie    | 23 août 2020     |
| Passes décisives           | 12               | @ Pistons de Détroit        | 3 janvier 2021   | 13       | @ Warriors de Golden State | 2 juin 2022      |
| Interceptions              | 5                | 2 fois                      | 2 fois           | 6        | @ Nets de Brooklyn         | 23 avril 2022    |
| Contres                    | 6                | @ Nets de Brooklyn          | 6 janvier 2018   | 4        | 2 fois                     | 2 fois           |
| Balles perdues             | 8                | 2 fois                      | 2 fois           | 7        | 3 fois                     | 3 fois           |
| Minutes jouées             | 48               | Clippers de Los Angeles     | 13 février 2020  | 51       | Raptors de Toronto         | 9 septembre 2020 |

- Double-double : 193 (dont 46 en playoffs)
- Triple-double : 5 (dont 1 en playoffs)

Dernière mise à jour : 7 mai 2025

## Salaires
Les gains de Jayson Tatum en NBA sont les suivants :
| Saison      | Équipe            | Salaire       |
| ----------- | ----------------- | ------------- |
| 2017-2018   | Celtics de Boston | 5 645 400 $   |
| 2018-2019   | Celtics de Boston | 6 700 800 $   |
| 2019-2020   | Celtics de Boston | 7 830 000 $   |
| 2020-2021   | Celtics de Boston | 9 897 120 $   |
| 2021-2022   | Celtics de Boston | 28 103 550 $  |
| 2022-2023   | Celtics de Boston | 30 351 780 $  |
| 2023-2024   | Celtics de Boston | 32 600 060 $  |
| Total Gains | Total Gains       | 120 639 285 $ |
| 2024-2025   | Celtics de Boston | 34 848 340 $  |
| 2025-2026   | Celtics de Boston | 54 126 450 $  |
| 2026-2027   | Celtics de Boston | 58 456 566 $  |
| 2027-2028   | Celtics de Boston | 62 786 682 $  |
| 2028-2029   | Celtics de Boston | 67 116 798 $  |
| 2029-2030   | Celtics de Boston | 71 446 914 $  |

- italique : option joueur

## Pour approfondir